# Чан, Тхьен
Тхьен Чан (вьет. Tràn Thiên Ân, нем. Thien Tran; p. 17 июля 1979, Хошимин — 16 декабря 2010, Париж) — немецкоязычный поэт.

## Жизнь и литературная деятельность
Чан приехал в Германию в 1982 году. С 2001 по 2006 год изучал немецкий, философию и классическое литературоведение в Кельне. C 2005 года публиковал в различных журналах и антологиях, а также в интернете. В 2010 году он получал Премию Open Mike в номинации Поэзия. Он жил в Кельне до своей смерти, a умер в 2010 году в Париже в возрасте 31 года. Посмертный сборник с ранее не публиковавшимися стихотворениями вышел в 2019 году.